# Slavupproret vid Tyska kusten 1811

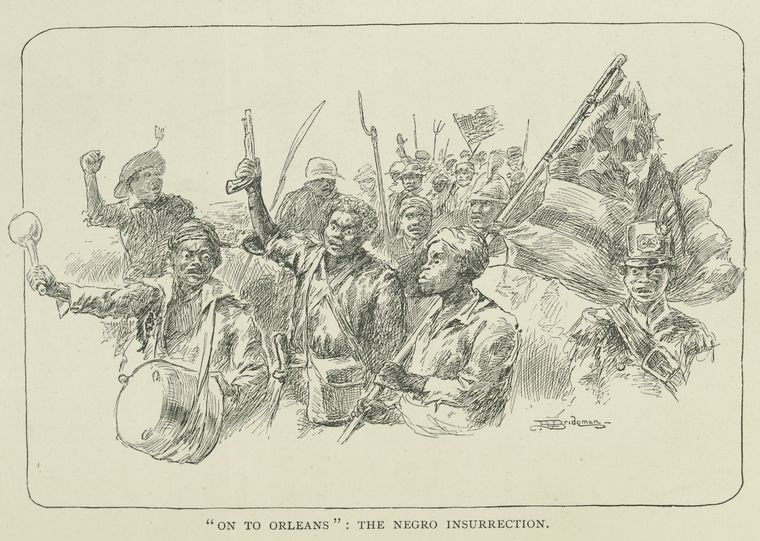
"On to Orleans", the Negro Isurrection

Slavupproret vid Tyska kusten 1811 var ett slavuppror som ägde rum på den så kallade Tyska kusten öster om Mississippifloden norr om New Orleans i Louisiana i USA mellan 8 och 10 januari 1811.  Det räknas som det största slavupproret i USA:s historia. 
Mellan 64 och 125 slavar tågade under två dagar i januari 1811 från sockerplantagerna i Tyska kusten mot staden New Orleans. Fler slavar anslöt sig under vägen, och deras totala antal uppskattas till mellan 200 och 500. De var främst beväpnade med verktyg. Under upprorsmarschen brände slavarna fem plantager, flera sockermagasin och sockerskördar. De dödade endast två vita personer, båda män. Innan de nådde New Orleans organiserade lokala ämbetsmän miliser av vita män som under två dagar av slag dödade mellan 40 och 45 av slavarna. Under ytterligare två veckor dödades ytterligare andra av både civila män utan rättegång, och sköts och hängdes av domstolar, varefter deras huvuden spetsades på pålar som avskräckning. Sammanlagt dödades 95 slavar.

### Fotnoter
1. ↑  Mary Ann Sternberg, Along the River Road: Past and Present on Louisiana's Historic Byways, Baton Rouge: Louisiana State University Press, 2001